# Howard Kendall
Howard Kendall (ur. 22 maja 1946 w Ryton, zm. 17 października 2015 w Southport) – angielski piłkarz i później trener. Najbardziej kojarzony jest z klubem piłkarskim Everton, gdzie zarówno grał jak i trenował. Jego wuj, Harry Taylor, w latach 50. występował w Newcastle United i Fulham.

## Sukcesy

### Jako piłkarz
Preston North End
- Wicemistrzostwo
  - 1963-64 Puchar Anglii

Everton
- Mistrzostwo
  - 1969-70 League Championship
  - 1970-71 Tarcza Wspólnoty
- Wicemistrzostwo
  - 1967-68 Puchar Anglii

### Jako menadżer
Everton
- Mistrzostwo
  - 1983-84 Puchar Anglii
  - 1984-85 Tarcza Wspólnoty
  - 1984-85 Division One
  - 1984-85 Puchar Zdobywców Pucharów
  - 1985-86 Tarcza Wspólnoty
  - 1986-87 Tarcza Wspólnoty
  - 1986-87 Division One
- Wicemistrzostwo
  - 1983-84 Puchar Ligi Angielskiej
  - 1984-85 Puchar Anglii
  - 1985-86 Division One
  - 1985-86 Puchar Anglii
  - 1985-86 Screen Sport Super Cup
  - 1990-91 Full Members Cup

Notts County
- Mistrzostwo
  - 1994-95 Anglo-Italian Cup